# Nanette Lamboy
Nanette Lamboy es una empresaria, publicista y productora discográfica puertorriqueña, reconocida por su trabajo con artistas latinos como Ricardo Arjona, Residente, Romeo Santos, Kany García, CNCO, Ozuna, Pedro Capó, Nicki Nicole y Ecko, entre otros, y por haber fundado la empresa de promoción Artist Solutions. Según la revista Billboard, Lamboy «fue una pieza clave en el desarrollo de las carreras de artistas emergentes como Emilia Mernes y Paloma Mami».
En el año 2023 su nombre apareció en la lista LAMC Wonder Women, creada por la Latin Alternative Music Conference para reconocer la labor de 24 mujeres relacionadas con el negocio de la música.

## Biografía

### Inicios y trabajo con Ángelo Medina
Después de estudiar publicidad en la Universidad del Sagrado Corazón en San Juan, Lamboy inició su trayectoria profesional en 1997 con el productor discográfico y representante de artistas puertorriqueño Ángelo Medina, con el que trabajó durante más de una década comenzando como recepcionista y más adelante en el departamento de management, promoción y marketing.
A partir del año 2000, su nombre empezó a aparecer como coordinadora de proyectos discográficos, entre los que destacan el sencillo «She Bangs» y el disco Sound Loaded de Ricky Martin (2000) y el álbum recopilatorio Libertad del alma de Draco Rosa (2001). Desempeñó el mismo papel en los álbumes recopilatorios Billboard Latin Series: Best of Pop 2000 y Billboard Hot Latin Tracks: Best of Pop 2001, y a mediados de esa década se convirtió en publicista de los artistas vinculados a las empresas de Medina, como Ricky Martin, Ednita Nazario, Maná y Draco Rosa.

### Artist Solutions y actualidad
Al finalizar su trayectoria con Medina, fundó la empresa de promoción Artist Solutions en 2008. Su primer cliente fue la agrupación de bachata dominico-estadounidense Aventura. A partir de entonces se convirtió en publicista y relacionista pública de artistas como Ozuna, Romeo Santos, Residente, Zion & Lennox, Pedro Capó, Ricardo Arjona y Kany García, entre otros, así como en eventos para las empresas Sony Music, La Base, Universal Music Group y Warner Music Latina. En marzo de 2022, el portal estadounidense de Billboard reconoció la labor de Lamboy en la industria de la música latina y su influencia en las entonces incipientes carreras de Paloma Mami y Emilia Mernes.
En 2020 apareció en el documental HERfluence, desarrollado por el equipo de Noise Colectivo con el fin de «continuar dando a conocer quienes son los power players de la industria, [enfocándose] en las mujeres que ocupan puestos de liderazgo en la música latina». En el documental también participaron Delia Orjuela, presidenta del Salón de la Fama de los Compositores Latinos, Ginny Peirats, presidenta de Sony Music de Centroamérica y el Caribe y Tuti Bou, gerente de la misma compañía en Puerto Rico.
En 2023, Lamboy fue incluida en la lista LAMC Wonder Women, creada por la Latin Alternative Music Conference para reconocer la labor de 24 mujeres relacionadas con el negocio de la música.

## Reconocimientos
| Año  | Evento                             | Categoría         | Resultado | Ref.  |
| ---- | ---------------------------------- | ----------------- | --------- | ----- |
| 2023 | Latin Alternative Music Conference | LAMC Wonder Women | Ganadora  | [ 2 ] |